# 栗田晴行
栗田 晴行（くりた はるゆき、1959年11月20日 - ）は、NHKの元アナウンサー。現在はNHK放送研修センター・日本語センター在籍。

## 来歴
早稲田大学高等学院、早稲田大学卒業。1982年NHK入局。入局以来、サッカーを中心に高視聴率を獲得したスポーツ実況を担当しておりアナウンサープロフィールの「わたしがちょっぴり自慢したいこと」の欄には「視聴率50%超えた放送を4回担当している」と記していた。
富山放送局→山形放送局→広島放送局→東京アナウンス室→情報ネットワーク出向→大阪放送局と異動し、G-Media出向、そして2009年に水戸局へ異動した時にアナウンス統括担当となって以降は、スポーツ実況の一線からは退いている。
その後東京アナウンス室→日本語センター出向→山形放送局の局長→放送総局人事局付→日本語センター専属になった際、アナウンス業務を再開しており、大河ドラマ「いだてん」、連続テレビ小説「カムカムエヴリバディ」の劇中のニュースアナウンサーなどを担当している。

## 逸話
早稲田大学高等学院の同級生にTBSホールディングス代表取締役社長の佐々木卓がいる（早大も同期）。早大ではアナウンス研究会に在籍したが、その同期に向坂樹興（元フジテレビ）、森下桂吉（テレビ朝日）がいる。先輩には近藤雄介、山中秀樹、後輩には牧原俊幸がいる（牧原は栗田より1歳上だが牧原が早稲田に二浪で入学のため栗田が先輩にあたる）。

## 現在の担当番組
- 放送大学キャンパスガイド 放送大学BS232ch 2020年

## 過去の出演番組
- FMリクエストアワー（富山局）1986年頃
- Jリーグ中継（実況担当） - 大阪局勤務のときはガンバ大阪・セレッソ大阪のホームゲームをはじめとした関西での試合を中心に、東京勤務時は関東地方で行われる試合を中心に担当。
- Jリーグタイム
- イングランド・プレミアリーグ（実況担当）
- 2008年北京パラリンピック（ダイジェスト実況）
- 新潟県中越地震関連の安否情報（2004年10月。教育テレビ、FM放送）
  - この時は大阪局勤務だったが、スポーツ中継のために東京へ出張していたことから当番指名された。東京のスタジオから26時間近い長時間の放送だったため、15分おきの交替制で数十人のアナウンサーが総動員で担当していた一人。
- 大河ドラマ『いだてん〜東京オリムピック噺〜』（ニュース番組の原稿読み。声のみ）
- エール（連続テレビ小説 2020年度上半期） - ラジオのアナウンサー（声のみ）
- カムカムエブリバディ（連続テレビ小説 2021年度下半期） - ラジオのアナウンサー（声のみ）
- あんぱん（連続テレビ小説 2025年度上半期） - ラジオのアナウンサー（声のみ）

### 主要試合での主な実況歴
サッカー（国内試合）
2000年代前半には、Jリーグの節目の試合を担当する機会も多かった。
- 天皇杯全日本サッカー選手権大会決勝・準決勝（決勝は第85回大会まで）。
- Jリーグの各シーズン最終節（優勝決定に大きく関わる試合）
  - 2000年J1第1ステージ最終節・セレッソ大阪vs川崎フロンターレ（長居スタジアム）
  - 2005年J1最終節・セレッソ大阪vsFC東京（長居スタジアム）
  - 2007年J1最終節・横浜FCvs浦和レッズ（日産スタジアム）
  - 1999年J1最終節の浦和レッドダイヤモンズvsサンフレッチェ広島（浦和市駒場スタジアム） - この試合は延長後半に福田正博のVゴールが決まり浦和が勝利したものの、すでに試合途中で浦和のJ2降格が決まっていた状況であり、ほとんどの浦和の選手たちは勝利を喜ぼうとはしなかった。栗田はその光景を「これほど笑顔のないVゴール勝ちも、初めて見ました」と実況している。

サッカー（国際試合）
山本浩（現法政大学教授）元アナが解説委員専念により実況の一線を退いてからは、野地俊二アナとともにサッカー日本代表戦をはじめとする海外での主要試合実況担当も増えた。
- ワールドカップ日韓大会グループH・ 日本vs ベルギー（埼玉スタジアム2002） - 日本代表の同大会初戦
- 同決勝・ ブラジルvs ドイツ（横浜国際総合競技場）
- ワールドカップドイツ大会グループF・ 日本vs オーストラリア（フリッツ・ヴァルター・シュタディオン） - 日本代表の同大会初戦
  - 以上3試合はいずれも総合テレビでの生中継。
- 同準決勝・ イタリアvs ドイツ（FIFAワールドカップスタジアム・ドルトムント）

サッカー以外
- メジャーリーグ中継 - 2008年のアメリカンリーグチャンピオンシップシリーズ第7戦・タンパベイ・レイズ対ボストン・レッドソックス
  - 最下位の常連だったレイズが球団創設11年目で初のリーグ優勝を飾った試合を実況した（解説は本西厚博）。このカードは、レイズに岩村明憲、レッドソックスに松坂大輔・岡島秀樹と、日本人選手が出場選手として登録されていたことでも注目を集めた。